# Факел (Липовець)

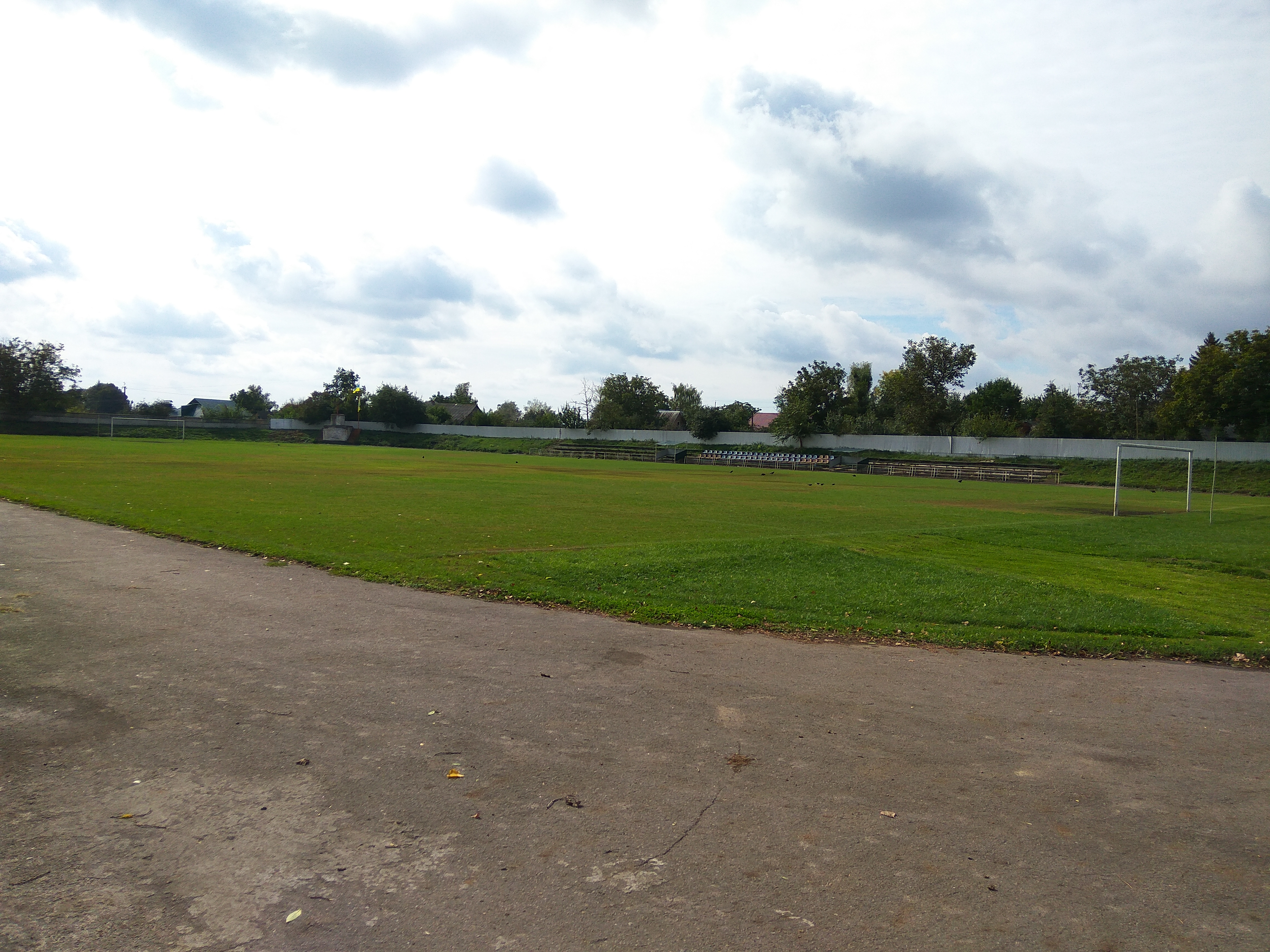
Домашній стадіон

«Факел» — український футбольний клуб з міста Липовець Вінницької області, заснований у 1984 році. Виступає у Чемпіонаті Вінницької області. Брав участь у Чемпіонаті України серед аматорів. Домашні матчі приймає на стадіоні «Колос» місткістю 500 глядачів.